# Laurie Banfield
Laurence Banfield (sinh ngày 11 tháng 11 năm 1889 và mất ngày 11 tháng 9 năm 1979 ở Paulton, Somerset) là một cầu thủ bóng đá người Anh thi đấu ở vị trí hậu vệ trái. Ông có hơn 250 lần ra sân tại Football League trong những năm trước và sau Thế chiến thứ nhất.

## Sự nghiệp
Laurie Banfield thi đấu ở địa phương cho Old Mills và Paulton Rovers. Sam Hollis đầu quân cho Banfield vào tháng 7 năm 1911 từ Paulton Rovers cho Bristol City.

## Danh hiệu
cùng với Bristol City
- Vô địch Football League Third Division South: 1922–23
- Bán kết Cúp FA 1920